# كازوهيرو موري (دراج)
كازوهيرو موري (باليابانية: 盛一大) مواليد 17 سبتمبر 1982 في تشيبا، اليابان، هو دراج ياباني سابق في صنف سباق الدراجات على الطريق.

## الميداليات
| الميدالية | المسابقة                               |
| --------- | -------------------------------------- |
| برونزية   | بطولة العالم للدراجات على المضمار 2010 |

## روابط خارجية
- كازوهيرو موري على موقع الاتحاد الدولي للدراجات (الإنجليزية)
- كازوهيرو موري على موقع أرشيف الدراجات (الإنجليزية)
- كازوهيرو موري على موقع إحصائيات الدراجات الإحترافية (الإنجليزية)
- كازوهيرو موري على موقع نسبة الدراجات (الإنجليزية)